# 查干布拉格盐池
查干布拉格盐池，是位于中国内蒙古自治区阿拉善盟阿拉善左旗超格图呼热苏木境内的一个内流干盐湖，地处超格图呼热苏木政府驻地西北约56千米的腾格里沙漠中，湖面海拔1013米，面积5.8平方千米。湖西北岸有315省道经过。

## 名称
查干布拉格盐池也作查干布拉格音达布苏、察汗池、察汉布鲁克盐池、察干池、查汉池盐湖、擦汉池、查汉池等，这些湖名均是蒙古语“白泉盐湖”的音译或简称。

## 盐矿开采
查干布拉格盐池的盐矿开采可以追溯到清道光二十八年（1848年），但因受到地理、交通等因素的制约，其生产方式过去一直采用传统的手工开采方式。在1988年以前，年最高开采量仅1.6万吨。20世纪80年代开展了扩建改造15万吨/年查汉池盐的立项工作。但是由于各种原因，扩建改造项目直到2003年才正式开始实施，到2005年产量基本达到设计要求。目前湖盐矿的采矿权为阿拉善左旗查汗池盐业有限责任公司所有，采用水溶再生法采盐，产品主要为工业用盐。
历史上查干布拉格盐池所产的盐质佳味美，颜色微青，故称为“青盐”，曾是阿拉善和硕特旗第二大盐湖。